# Adrénochrome

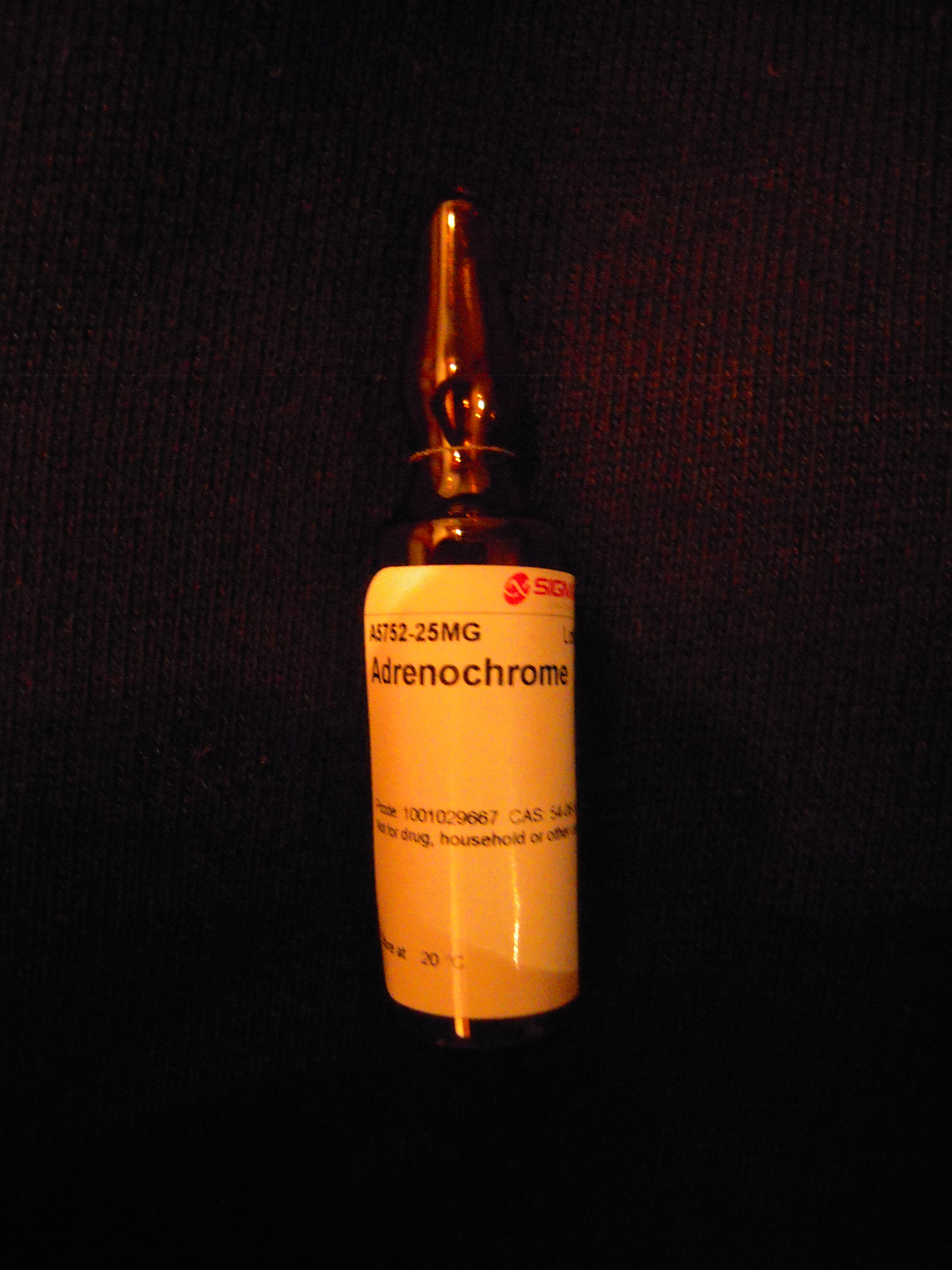

L’adrénochrome est un composé hétérocyclique à deux noyaux de la famille des indoles de formule C9H9NO3. C’est un pigment biologique bleu issu de l’oxydation de l’adrénaline. Certains collyres contenant de l’adrénaline peuvent provoquer à long terme l’apparition de dépôts sombres d’adrénochrome dans la cornée.

## Chimie
L’adrénochrome est synthétisée in vivo par l’oxydation de l’adrénaline. In vitro, on peut utiliser l’oxyde argenteux (Ag2O) pour oxyder l’adrénaline. Sa présence en solution est révélée par une coloration rose, qui devient brune par polymérisation.

## Psychoactivité
Abram Hoffer et Humphry Osmond ont affirmé en 1952 que l’adrénochrome était une substance hallucinogène et que sa consommation pouvait entraîner une schizophrénie ou autres troubles mentaux. Dans ce qu’ils ont nommé « l’hypothèse adrénochrome », ils ont conjecturé que des doses massives de vitamines C et B3 pouvaient soigner la schizophrénie, en réduisant le taux d’adrénochrome dans le cerveau. Cette hypothèse a créé la controverse à propos de la classification de l’adrénochrome comme substance psychotrope.
Cette hypothèse a été toutefois démentie : « si certains rapportent quelques potentiels effets adrénergiques (augmentation de la fréquence cardiaque, migraines, etc.), l’adrénochrome n’aurait pas d’effet hallucinogène ». Il s’agirait donc d’un mythe, issu d’un roman devenu film, Las Vegas Parano.

## Culture et croyances populaires

### Las Vegas Parano
Le journaliste et écrivain Hunter S. Thompson mentionne l’adrénochrome dans son roman de fiction Las Vegas Parano, paru en 1972. Il y écrit que l’adrénochrome est un extrait de glande surrénale, prélevé sur un sujet encore vivant, lui octroyant un caractère exotique et rare. Son effet est dépeint comme intense (« une combinaison de mescaline et de méthédrine »). En outre, Thompson rapporte une augmentation significative de la température corporelle, aboutissant à une paralysie.
L’adrénochrome apparaît également dans l’adaptation cinématographique du roman, en 1998. Dans la version commentée du film, le réalisateur Terry Gilliam reconnaît que l’image que Thompson et lui-même donnent de cette substance est largement exagérée pour les besoins de l’histoire. De plus, Gilliam insiste sur le fait que cette drogue est entièrement imaginaire, semblant ainsi ignorer l’existence d’une substance portant ce nom.
Thompson fait aussi référence à l’adrénochrome dans son livre Fear and Loathing: on the Campaign Trail '72 (en).

### Théories du complot: extraction depuis le corps humain
Selon certaines théories du complot, des individus haut placés procéderaient par la torture à l’extraction d’adrénochrome sur des enfants, pour leur usage personnel mais aussi pour la revente de cette substance, au regard de ses prétendues vertus psychotropes et rajeunissantes. Cette théorie complotiste dénuée de tout fondement scientifique a été reprise par QAnon.
En 2021, l'acteur Jim Caviezel a soutenu cette théorie de QAnon lors d'une apparition à distance à la « Health and Freedom Conference »,,.
En 2023, le prétendu dealer de cocaïne repenti Gérard Fauré affirme dans l'émission TPMP que des stars telles que Pierre Palmade ou Céline Dion ont utilisé de l'adrénochrome à des fins psychoactives, ce qui est démenti par  le médecin Bernard Basset, président de l’association Addictions France.